# تيبور كالمان
تيبور كالمان (بالمجرية: Tibor Kalman) هو مصمم جرافيك مجري، ولد في 6 يوليو 1949 في بودابست في المجر، وتوفي في 2 مايو 1999 في بورتوريكو في الولايات المتحدة.